# Polyocha flagrantella
Polyocha flagrantella is een vlinder uit de familie snuitmotten (Pyralidae). De wetenschappelijke naam van deze soort is voor het eerst geldig gepubliceerd in 1901 door Ragonot.
De soort komt voor in tropisch Afrika.